# Melozone aberti
Melozone aberti е вид птица от семейство Овесаркови (Emberizidae).

## Разпространение
Видът е разпространен в Мексико и САЩ.